# Handa (Aichi)
Handa (半田市 Handa-shi?) es una ciudad japonesa de la prefectura de Aichi(愛知県), Japón. La ciudad fue fundada el 1 de octubre de 1937.
Para 2005, la ciudad tenía una población estimada de 117.748 habitantes y una densidad de 2.421,35 personas por km². El área total de la ciudad es de 47,22 km².
La multinacional americana dedicada a productos químicos, Dow Chemical Company, abrió una planta en Handa esto hizo que Handa y la ciudad de Midland en el estado de Míchigan, EUA, se convirtieran en ciudades hermanadas.
La ciudad también es famosa debido a que el famoso escritor japonés Niimi Nankichi nació en Handa.

## Ciudades hermanadas
- Midland (Míchigan, Estados Unidos), desde el 5 de octubre de 1981.
- Port Macquarie (Nueva Gales del Sur, Australia), desde el 14 de abril de 1990.[3]